# Mgławica Ameryka Północna

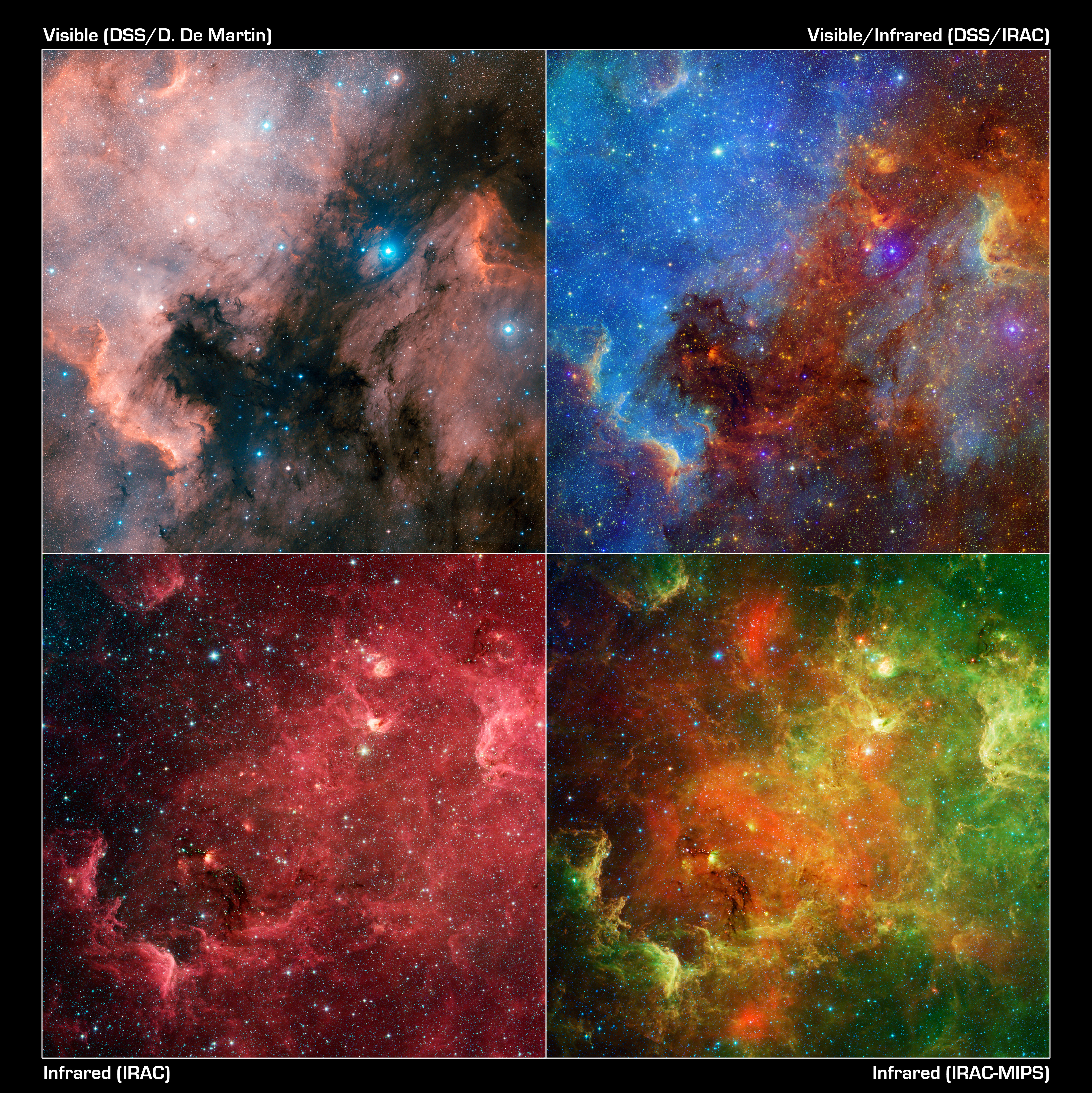
Struktura mgławicy i jej otoczenia widoczna w różnych zakresach promieniowania

Mgławica Ameryka Północna (również NGC 7000) – gazowo-pyłowa mgławica w gwiazdozbiorze Łabędzia o rozmiarach kątowych 120′×100′, przypominająca kształtem kontynent północnoamerykański. Chmura ciemnego pyłu w jej dolnej części przypomina Zatokę Meksykańską. Po lewej stronie widać gwiazdę Ksi Cygni. Mgławicę odkrył William Herschel 24 października 1786 roku. Usytuowana 3° na wschód od Deneba, najjaśniejszej gwiazdy Łabędzia, tuż obok lewego górnego wierzchołka Trójkąta letniego. Należy do najpiękniejszych obiektów w gwiazdozbiorze. Choć można ją zobaczyć już za pomocą lornetki, jej okazałość może być jednak w pełni dostrzeżona dopiero na fotografiach. Oświetlana przez Deneba ma stosunkowo dużą sumaryczną jasność (4 m), ale jej znaczne rozmiary kątowe wcale nie gwarantują widoczności nieuzbrojonym okiem, bo blask mgławicy rozkłada się na dużą powierzchnię. Mgławica znajduje się w odległości ok. 1500-2000 lat świetlnych od Ziemi i ma wielkość około 50 lat świetlnych. Całkowita masa mgławicy jest 100 razy większa niż masa Słońca.
Mgławica Ameryka Północna stanowi całość wraz z mgławicą Pelikan. Od mniejszej i ciemniejszej mgławicy Pelikan jest optycznie rozdzielona przez molekularne chmury ciemnego pyłu znanego jako ciemna mgławica LDN 935.
Obszar mgławicy położony podobnie jak Ameryka Środkowa oraz Meksyk jest nazywany Murem Łabędzia. Składa się on z pokładów gorącego gazu, pyłu oraz nowo uformowanych gwiazd. Mur Łabędzia jest podświetlany oraz zerodowany przez jasne, młode gwiazdy, częściowo ukryte przez ciemny pył, które same wyprodukowały.